# Secreto de familia
Secreto de familia es una telenovela chilena creada por Sergio Vodanović. Fue transmitida por  Canal 13 desde el 4 de agosto hasta el 11 de diciembre de 1986.
Es protagonizada por Claudia Di Girolamo y Cristián Campos. Con las primeras actrices Marés González y Ana González en roles antagónicos. Acompañados por Walter Kliche, Jaime Vadell, Patricia Guzmán, Tennyson Ferrada, Aníbal Reyna, Ramón Farías, Soledad Pérez, Mauricio Pešutić, Ximena Vidal, Roberto Poblete, entre otros, y con el debut de Patricia Rivadeneira.
La telenovela se transformó en el segundo suceso en 1986 de Canal 13 tras Ángel malo, su último episodio obtuvo altas cifras de audiencia.[cita requerida] Fue retransmitida entre diciembre de 1991 y marzo de 1992, de lunes a viernes a las 19.15 h.

## Argumento
Manuel Barca (Walter Kliche) es un poderoso empresario de origen humilde, que de joven contrajo matrimonio con una millonaria, Rosario Garagaytía (Marés González), con quien tiene una hija, Soledad (Patricia Rivadeneira).  
Tras un ataque cardiaco de Manuel, ambos padres deciden casar a su hija con un hombre de confianza, siendo el elegido Andrés Cruces (Cristián Campos) un joven y ambicioso abogado recomendado por Emiliano Garagaytía (Jaime Vadell), hermano de Rosario.  
El problema es que Andrés se halla comprometido con Xenia Kadic (Claudia Di Girólamo), hermana de Iván (Ramón Farías) e hija de Inés (Patricia Guzmán), la costurera de los Barca, quien les obedece fielmente, situación a la que se rebelan sus hijos. 
Ella se encuentra unida por un secreto con los Barca, historia que también conoce Adalberta Venegas (Ana González), la ama de llaves de la familia, y principal confidente de Rosario.  
Con el correr de los capítulos se descubrirá que Inés cree que su marido desaparecido, Simón Kadic (Aníbal Reyna), participó en una estafa inmobiliaria de la cual habría sido salvada por los Barca, motivo que inspira su sumisión, sin saber que todo es un montaje entre Rosario y Berta. Cadic, fue declarado culpable, y enviado a prisión durante diez años en Argentina. 

## Reparto
- Claudia Di Girolamo como Xenia Kadić[3][7]
- Cristián Campos como Andrés Cruces[7]
- Patricia Rivadeneira como Soledad Barca[7]
- Walter Kliche como Manuel Barca[7]
- Marés González como Rosario Garagaytia[7]
- Jaime Vadell como Emiliano Garagaytia[7]
- Ana González como Adalberta Venegas[7]
- Aníbal Reyna como Simón Kadić[7]
- Patricia Guzmán como Inés Castro[7]
- Tennyson Ferrada como Tancredo[7]
- Soledad Pérez como Marlene[7]
- Ramón Farías como Iván Kadić[7]
- Ximena Vidal como Ximena[7]
- Mauricio Pešutić como Arturo Hözka[7]
- Soledad Alonso como Luzmira[7]
- Roberto Poblete como Casto y Puro Carvajal[7]
- Rolando Valenzuela como Jesús Carvajal[7]
- Mabel Farías como Mercedes[7]
- Tito Bustamante como Vicente Cruces
- Fernando Farías como Tomás Cruces
- María Castiglione como Teodora
- Armando Fenoglio como Francisco Ovalle
- Carmen Barros como Aurelia Ovalle
- Gerardo Werner como Miroslav Hözka
- Gloria Canales como Nora Hözka
- Coca Rudolphy como Patricia Ovalle
- Edgardo Bruna
- Carla Cristi como Vilma
- Reinaldo Vallejo como Fabio
- Raúl Castro como Guillermo
- Marta Vergara como Verónica
- Alberto Pérez como Chino
- Rodrigo Bastidas Sebastián Williams
- Adriana Vacarezza como Paz Barca
- Sergio Madrid como Comisario Robles

## Producción
Secreto de familia incluye filmaciones en diversos escenarios naturales, como el Club de Polo, los barrios Bellavista, Ñuñoa y Lo Barnechea, además del balneario de Cachagua y Colina. En los estudios de Canal 13 se construyeron también alrededor de 30 sets para ambientar los diversos lugares donde se desarrolla la trama.
La nueva producción, que dirige Cristián Mason, fue presentada a la prensa en la tarde del lunes en la sala Contraluz. En la reunión estuvieron presentes los actores, ejecutivos del canal, y el autor de la telenovela. 
La obra incluye 50 papeles, y cerca de 60 actores en papeles menores. Se hizo necesario construir más de 50 escenografías distintas y algunas escenas fueron rodadas paralelamente en un segundo estudio. Cinco episodios fueron filmados en Buenos Aires. La dirección de actores estuvo a cargo de Patricio Achurra, quien también hizo ese trabajo en "La Familia Feliz", miniserie de Vodanovic. "La obra es entretenida y contiene todos los elementos necesarios: intriga, suspenso, mucho romance y un dosificado humor".
Respecto a esto último Cristián Campos comentó: "Creo que esa es una característica que ha ido mejorando a las teleseries. No se lo ha inventado ni se trata de ponerlo, sino que las mismas situaciones dramáticas se las mira más distanciadamente. En 'Secreto de Familia' no es que haya escenas para morirse de la risa, sino que está presente el humor. Chile es un país de catástrofes, con mala suerte, pero una de nuestras características es el humor".